# Olympische Sommerspiele 2020/Teilnehmer (Äthiopien)
| Gelbes Symbol für Goldmedaillen mit stilisierten Olympischen Ringen | Graues Symbol für Silbermedaillen mit stilisierten Olympischen Ringen | Braundes Symbol für Bronzemedaillen mit stilisierten Olympischen Ringen |
| ------------------------------------------------------------------- | --------------------------------------------------------------------- | ----------------------------------------------------------------------- |
| 1                                                                   | 1                                                                     | 2                                                                       |

Äthiopien nahm an den Olympischen Spielen 2020 in Tokio 2021 mit 36 Sportlern in vier Sportarten teil. Es war die insgesamt 14. Teilnahme an Olympischen Sommerspielen.

## Teilnehmer nach Sportarten

### Leichtathletik
Laufen und Gehen 
| Athleten               | Wettbewerb       | Runde 1      | Runde 1 | Halbfinale    | Halbfinale    | Finale        | Finale        | Rang          |
| Athleten               | Wettbewerb       | Zeit         | Rang    | Zeit          | Rang          | Zeit          | Rang          | Rang          |
| ---------------------- | ---------------- | ------------ | ------- | ------------- | ------------- | ------------- | ------------- | ------------- |
| Frauen                 |                  |              |         |               |               |               |               |               |
| Habitam Alemu          | 800 m            | 2:01,20 min  | 2       | 1:58,40 min   | 2             | 1:57,56 min   | 6             | 6             |
| Netsanet Desta         | 800 m            | 2:01,98 min  | 4       | ausgeschieden | ausgeschieden | ausgeschieden | ausgeschieden | ausgeschieden |
| Freweyni Gebreezibeher | 1500 m           | 4:04,12 min  | 5       | 3:57,54 min   | 2             | 3:57,60 min   | 4             | 4             |
| Lemlem Hailu           | 1500 m           | 4:05,49 min  | 5       | 4:03,76 min   | 9             | ausgeschieden | ausgeschieden | ausgeschieden |
| Diribe Welteji         | 1500 m           | 4:10,25 min  | 12      | ausgeschieden | ausgeschieden | ausgeschieden | ausgeschieden | ausgeschieden |
| Ejgayehu Taye          | 5000 m           | 14:48,52 min | 4       | —             | —             | 14:41,24 min  | 5             | 5             |
| Senbere Teferi         | 5000 m           | 14:48,31 min | 3       | —             | —             | 14:45,11 min  | 6             | 6             |
| Gudaf Tsegay           | 5000 m           | 14:55,74 min | 1       | —             | —             | 14:38,87 min  | 3             | Bronze        |
| Tsigie Gebreselama     | 10.000 m         | —            | —       | —             | —             | DNF           | DNF           | DNF           |
| Tsehay Gemechu         | 10.000 m         | —            | —       | —             | —             | DSQ           | DSQ           | DSQ           |
| Letesenbet Gidey       | 10.000 m         | —            | —       | —             | —             | 30:01,72 min  | 3             | Bronze        |
| Mekides Abebe          | 3000 m Hindernis | 9:23,95 min  | 3       | —             | —             | 9:06,16 min   | 4             | 4             |
| Lomi Muleta            | 3000 m Hindernis | 9:45,81 min  | 10      | —             | —             | ausgeschieden | ausgeschieden | ausgeschieden |
| Zerfe Wondemagegn      | 3000 m Hindernis | 9:20,01 min  | 4       | —             | —             | 9:16,41 min   | 8             | 8             |
| Yehualeye Beletew      | 20 km Gehen      | —            | —       | —             | —             | DNF           | DNF           | DNF           |
| Birhane Dibaba         | Marathon         | —            | —       | —             | —             | DNF           | DNF           | DNF           |
| Roza Dereje            | Marathon         | —            | —       | —             | —             | 2:28:38 h     | 4             | 4             |
| Zeineba Yimer          | Marathon         | —            | —       | —             | —             | DNF           | DNF           | DNF           |
| Männer                 |                  |              |         |               |               |               |               |               |
| Melese Nberet          | 800 m            | 1:47,80 min  | 7       | ausgeschieden | ausgeschieden | ausgeschieden | ausgeschieden | ausgeschieden |
| Samuel Zeleke          | 1500 m           | 3:41,63 min  | 5       | 3:37,66 min   | 11            | ausgeschieden | ausgeschieden | ausgeschieden |
| Teddese Lemi           | 1500 m           | 3:36,26 min  | 2       | 3:34,81 min   | 7             | ausgeschieden | ausgeschieden | ausgeschieden |
| Samuel Tefera          | 1500 m           | 3:37,98 min  | 9       | ausgeschieden | ausgeschieden | ausgeschieden | ausgeschieden | ausgeschieden |
| Nibret Melak           | 5000 m           | 13:45,81 min | 14      | —             | —             | ausgeschieden | ausgeschieden | ausgeschieden |
| Milkesa Mengesha       | 5000 m           | 13:31,13 min | 6       | —             | —             | 13:08,50 min  | 10            | 10            |
| Getnet Wale            | 5000 m           | 13:41,13 min | 9       | —             | —             | ausgeschieden | ausgeschieden | ausgeschieden |
| Berihu Aregawi         | 10.000 m         | —            | —       | —             | —             | 27:46,16 min  | 4             | 4             |
| Selemon Barega         | 10.000 m         | —            | —       | —             | —             | 27:43,22 min  | 1             | Gold          |
| Yomif Kejelcha         | 10.000 m         | —            | —       | —             | —             | 27:52,03 min  | 8             | 8             |
| Lamecha Girma          | 3000 m Hindernis | 8:09,83 min  | 1       | —             | —             | 8:10,38 min   | 2             | Silber        |
| Bikila Tadese Takele   | 3000 m Hindernis | 8:24,69 min  | 9       | —             | —             | ausgeschieden | ausgeschieden | ausgeschieden |
| Getnet Wale            | 3000 m Hindernis | 8:12,55 min  | 2       | —             | —             | 8:14,97 min   | 4             | 4             |
| Lelisa Desisa          | Marathon         | —            | —       | —             | —             | DNF           | DNF           | DNF           |
| Shura Kitata           | Marathon         | —            | —       | —             | —             | DNF           | DNF           | DNF           |
| Sisay Lemma            | Marathon         | —            | —       | —             | —             | DNF           | DNF           | DNF           |

### Radsport

#### Straße
| Athleten   | Wettbewerb    | Zeit | Rang |
| ---------- | ------------- | ---- | ---- |
| Frauen     |               |      |      |
| Selam Amha | Straßenrennen | DNF  | –    |

### Schwimmen
| Athleten          | Wettbewerb    | Vorlauf | Vorlauf | Halbfinale    | Halbfinale    | Finale        | Finale        | Rang |
| Athleten          | Wettbewerb    | Zeit    | Rang    | Zeit          | Rang          | Zeit          | Rang          | Rang |
| ----------------- | ------------- | ------- | ------- | ------------- | ------------- | ------------- | ------------- | ---- |
| Männer            |               |         |         |               |               |               |               |      |
| Abdelmalik Muktar | 50 m Freistil | 26,65 s | 62      | ausgeschieden | ausgeschieden | ausgeschieden | ausgeschieden | 62   |

### Taekwondo
| Athleten      | Wettbewerb       | Achtelfinale | Achtelfinale | Viertelfinale | Viertelfinale | Hoffnungsrunde Halbfinale | Hoffnungsrunde Halbfinale | Halbfinale    | Halbfinale    | Hoffnungsrunde Finale | Hoffnungsrunde Finale | Finale        | Finale        | Rang |
| Athleten      | Wettbewerb       | Gegner       | Ergebnis     | Gegner        | Ergebnis      | Gegner                    | Ergebnis                  | Gegner        | Ergebnis      | Gegner                | Ergebnis              | Gegner        | Ergebnis      | Rang |
| ------------- | ---------------- | ------------ | ------------ | ------------- | ------------- | ------------------------- | ------------------------- | ------------- | ------------- | --------------------- | --------------------- | ------------- | ------------- | ---- |
| Männer        |                  |              |              |               |               |                           |                           |               |               |                       |                       |               |               |      |
| Solomon Demse | Klasse bis 58 kg | S. Suzuki    | 22:2         | M. Jendoubi   | 9:32          | M. Artamonow              | 5:27                      | ausgeschieden | ausgeschieden | ausgeschieden         | ausgeschieden         | ausgeschieden | ausgeschieden | 7    |